# Mandy Smith
Amanda Louise Smith, detta Mandy (Londra, 17 luglio 1970), è una cantante e attrice britannica.

## Biografia
A 17 anni fu notata da Pete Burns, leader del gruppo pop/dance dei Dead or Alive, che la presentò a Stock, Aitken & Waterman i quali scrissero e produssero i suoi primi due singoli, I Just Can't Wait e Positive Reaction. In collaborazione con Daize Washbourne incise un altro singolo, Boys and Girls. Malgrado lo scarso successo di questi singoli nelle classifiche britanniche, Mandy divenne molto popolare in tutta Europa; fu così pubblicato un album, Mandy, nel 1988.
L'artista incise la versione originale di Got to Be Certain che, in seguito inciso come secondo singolo di Kylie Minogue, raggiunse il primo posto nella hit parade australiana e il secondo in quella del Regno Unito. La versione di Smith non fu pubblicata che nel 2005, quando fu premiata per la prima volta su PWL Radio e più tardi inclusa nel 2005 release Stock, Aitken & Waterman - GOLD come speciale bonus track. Il testo nella versione di Mandy differisce un poco rispetto a quella della Minogue, tuttavia la musica e la produzione sono pressoché identiche.
Durante gli anni ottanta e novanta apparve in varie serie televisive e show, nonché su diverse riviste come modella e celebrità; fu in tali anni che iniziò a soffrire di anoressia nervosa.

## Vita privata
Nel 1983 a 13 anni ebbe una relazione sentimentale con Bill Wyman, bassista dei Rolling Stones, all'epoca quarantasettenne. I due si sposarono nel 1989 e divorziarono nel 1991. Nello stesso periodo il figlio di Wyman e la madre di Mandy Smith rimasero a loro volta coinvolti in una relazione sentimentale, interrotta prima del matrimonio. Il risalto che i rotocalchi diedero a questi fatti contribuì in gran parte alla carriera di Mandy come cantante.
Il 19 giugno 1993 si sposò in seconde nozze con il calciatore Pat van den Hauwe; il nuovo matrimonio durò soltanto due anni. Nel 2001 ebbe una breve relazione con il modello Ian Mosby dal quale ebbe un figlio, Max Harrison Mosby.

## Discografia

### Album
- 1988 – Mandy (ITA #41, SWI #14)

### Singoli
- 1987 – I Just Can't Wait (ITA #6, UK #91, SWI #16)
- 1987 – Positive Reaction (ITA #9, SWI #11)
- 1988 – Boys and Girls (ITA #12, SWI #4)
- 1988 – Victim of Pleasure (ITA #11, UK #93, SWI #28)
- 1989 – Don't You Want Me Baby (ITA #11, UK #59)